# Pássaros (canção)
"Pássaros" é o segundo single da carreira solo de Claudia Leitte, extraído do álbum Ao Vivo em Copacabana. A canção recebeu certificado de Disco de Platina pelos mais de 100 mil downloads pagos no Brasil, segundo a ABPD. Foi a 36ª canção mais executada no Brasil no ano de 2008 de acordo com a Crowley Broadcast Analysis..

## Composição e lançamento
A música foi escrita por Mikael Mutti e dada de presente para Claudia Leitte. "Mikael Mutti me ligou da Espanha, cantou Pássaros e fiquei aos prantos. Quando ele disse que ela era toda minha, chorei mais ainda. Ela fala da minha carreira solo, mesmo que trate do amor entre um homem e uma mulher para alguém, e trate do amor de pai para filho para outra pessoa. Eu me sinto um pássaro livre para fazer tudo o que fiz e o que faço. Mas também me faz ter a certeza de que, mesmo com toda a liberdade que um ser humano possa ter, ele tem de dar a mão às outras pessoas. É melhor voar a dois", arremata Claudia Leitte.
A canção foi lançada junto com Beijar na Boca exclusivamente na edição do aparelho W380 da Sony Ericsson Claudia Leitte. Após o lançamento no aparelho, a canção foi disponibilizada para download digital nas lojas virtuais.

## Formatos e faixas
| - Remix - download digital 1. "Pássaros" - 3:38 2. "Pássaros" (Remix) - 3:30 | - Ao Vivo em Copacabana/Singles - download digital 1. "Beijar na Boca" - 3:11 2. "Pássaros" - 3:49 |

## Prêmios e indicações
Lista de prêmios e indicações pela canção Pássaros.
| Ano  | Premiação       | Categoria               | Resultado |
| ---- | --------------- | ----------------------- | --------- |
| 2008 | Capricho Awards | Melhor Vídeo no Youtube | Venceu    |

## Desempenho nas paradas
| País - Tabela Musical (2008) | Melhor posição |
| ---------------------------- | -------------- |
| Brasil Top 100 Charts        | 20             |

| País - Tabela Musical (2008) | Melhor posição |
| ---------------------------- | -------------- |
| Brasil Year-end charts       | 36             |

| País (Provedor) | Certificação | Vendas  |
| --------------- | ------------ | ------- |
| Brasil (ABPD)   | Platina      | 100.000 |

## Créditos da canção
| - Mikael Mutti - compositor, teclado - Sérgio Rocha - guitarra, vocal - Robson Nonato - diretor - Flávio Senna - mixer - Flávio Senna Neto - assistente - Mauro Araújo - assistente - Bruno Leon - assistente - Leninho - assistente - Oscar Torres - mixer - Antônio - assistente - Diego - assistente - Luizinho Mazzei - mixer - Carlos Freitas - masterizador - Florência Saravia - edição e montagem - Alderico Neto (Buguelo) - bateria - Alan Moraes - baixo | - Luciano Pinto - teclado, vocal, scratch - Nino Balla - percussão - Júnior Macarrão - percussão - Durval Luz - percussão - Carlinhos Pitanga - trombone - Sinho Cerqueira - trompete - Nivaldo Cerqueira - sax - Angela Lopo - coro - Tita Alves - coro - Gleidon Souza - trompete - Ivã Oliveira - percussão - Junior Maceió - sax-alto - Paulinho Caldas - coro - Carlinhos Marques - coro - Robson Nonato - teclado |